# Sexul și/sau domnul Morrison
„Sexul și/sau domnul Morrison” (în engleză „Sex and/or Mr. Morrison”) este o povestire științifico-fantastică din 1967 de scriitoarea americană Carol Emshwiller. A apărut prima dată în 1967 în volumul Viziuni periculoase (în engleză Dangerous Visions) editat de Harlan Ellison. În limba română volumul și povestirea au apărut la Editura Trei, în anul 2013.

## Prezentare
O femeie în vârstă ajunge să fie obsedată de chiriașul ei, domnul Morrison - care poate fi mai mult decât și-a imaginat ea.

## Primire
SF Site a catalogat povestirea „Sexul și/sau domnul Morrison” drept „una dintre cele mai înfiorătoare și mai memorabile povestiri” din volumul Viziuni periculoase. Algis Budrys  a spus că a fost cea mai bună din colecție și „una dintre cele mai frumoase povestiri pe care le-am citit vreodată”, iar Lewis Call a descris-o ca „o sărbătoare a dorinței pentru [ceea ce este] extraterestru”. L. Timmel Duchamp a afirmat că, la recitirea povestirii după „mai mulți ani”, nu mai era în stare să se convingă să accepte că domnul Morrison era un extraterestru deghizat în om și, în schimb, a perceput naratorul ca un voaior bolnav mintal. Similar, James Nicoll a spus că, deși a considerat că Emshwiller „a intenționat ca narațiunea ei să fie atingătoare”, a perceput povestirea drept „o reprezentare a unui păcat nejustificat”.

## Legături externe
- en  Istoria publicării lucrării Sexul și/sau domnul Morrison la Internet Speculative Fiction Database

## Vezi și
- 1967 în științifico-fantastic